# Прінчіпеса Марія (гідрокрейсер)
Прінчіпеса Марія — гідрокрейсер Чорноморського флоту Російської імперії, що був наданий урядом Румнського королівства в оренду Росії. «Прінчипеса Марія» є одним з п'яти колишніх вантажопасажирських кораблів (інші — «Дакія», «Румунія», «Імператор Троян», «Король Карл»), які Росія переобладнала для військових дій на Чорному морі.

## Передісторія
У роки Першої світової війни до складу Чорноморського флоту Російської імперії входило близько 200 торгових суден, що підлягали мобілізації у разі війни. Такі судна, як правило використовувалися як транспорти, плавучі госпіталі, плавбази тощо. У 1916 році румунський уряд передає як союзну допомогу 5 вантажопасажирських пароплавів. Ці кораблі включають до складу Чорноморського флоту Російської імперії як посильні або поштові судна.

## В бойовому складі флоту
У 1916 році керівництво флоту вирішило переобладнати дані кораблі у гідрокрейсери, які були надзвичайно потрібні в нових умовах війни. В умовах бойових дій проти німецького та турецького флотів даний корабель міг забезпечувати авіаційну морську розвідку та надання інформації (за допомогою авіації) про базування ворожого флоту.
Після Лютневої революції в Росії у 1917 р. та розвалу російського імперського флоту і армії гідрокрейсер разом з іншими суднами перейшов під юрисдикцію УНР, а потім до складу флоту Української Держави П. П. Скоропадського. Хоча, варто зазначити, що у період Гетьманату даний корабель де-факто перебував під арештом німецьких військових.
Уже в період урядування П. П. Скоропадського було прийнято рішення передати всі 5 кораблів назад урядові Румунії, що й було зроблено у 1918 році.

## Внесок у війну
Дане судно разом з авіацією берегового базування та іншими гідрокрейсерами складали наявні сили російської морської авіації у Першій світовій війні.